# Claret Bellorin
Claret Bellorin (* 23. Oktober 1980) ist eine ehemalige venezolanische Gewichtheberin.

## Karriere
Bellorin gewann bei den Junioren-Weltmeisterschaften 2000 Bronze im Reißen. Bei den Zentralamerika- und Karibikspielen 2006 gewann sie in der Klasse bis 75 kg die Silbermedaille. Bei den Weltmeisterschaften im selben Jahr wurde sie Elfte. Bei den Weltmeisterschaften 2007 erreichte sie den achten Platz. Bei den Panamerikanischen Meisterschaften 2008 war Bellorin Dritte. Bei der Dopingkontrolle wurde sie jedoch positiv auf Metandienon getestet, der Weltverband IWF sperrte sie für vier Jahre.